# Тетовско-Гостиварска епархия
Тетовско-Гостиварската епархия (на македонска литературна норма: Тетовско-гостиварска епархија) е една от епархиите на Македонската православна църква, разположена на територията на Северна Македония. Обхваща северозападната част от страната. Епархията е създадена през юни 2013 година след разделянето на Положко-Кумановската епархия. Начело на епархията е митрополит Йосиф Тетовско-Гостиварски.
Епархията се състои от две архиерейски наместничества.
- Архиерейско наместничество Тетово: 72 църкви, 10 манастира, 6 параклиса и един кръст.
- Архиерейско наместничество Гостивар: 45 църкви, 6 манастира, 20 параклиса и 4 кръста.

В диоцеза на епархията е известният Лешочки манастир „Свети Атанасий“.
На 20 март 2014 г. излиза първият брой на епархийското списание „Огледало“.
Тетовска е титулярна епископия на Сръбската православна църква. От 1993 година до 1994 година титулярен тетовски епископ, отговарящ за епархиите на територията на Северна Македония, е Йоан Младенович.

## История
| Име      | Години |
| -------- | --- |
| Йоаникий | В 1346 – 1355 година, според надгробния му надпис в Лешочкия манастир, Йоаникий със светско име Антоний е епископ положки, ктитор на Лешочкия манастир. Гробът му в епископската църква „Свети Атанасий“ е разкопан в 1928 година. |
| Серапион | Серапион епископ Положки взима участие в работата на Охридския събор от 1 септември 1528 до 31 август 1529 г. |
| Григорий | В 1532 година е споменат епископ Григорий Положки като един от 29-те участници в събора свалил митрополит Павел Смедеревски. |
| Герасим  | Митрополит Герасим Положки е споменат в надписа в непрощенската църква „Свети Архангел Михаил“, обновена, живописана и обновена на 5 август 1569 г.                                                                                |
| Никанор  | В 1576/1577 се споменава епископ Никанор. В 1641 година положкият епископ Никанор слива Положката със Скопската епархия и става скопски митрополит.                                                                                |